# Up All Night (Razorlight)
Up All Night is het debuutalbum van de post-punk/new wave groep Razorlight. Het is uitgegeven in juni 2004. Het album behaalde in het Verenigd Koninkrijk de 3e positie. In Nederland was het album echter nog niet zo succesvol. De doorbraak zou in Nederland pas komen met opvolger Razorlight. Van dit album komen onder andere Stumble and Fall en Golden Touch.

## Tracks
1. "Leave Me Alone" – 3:50
2. "Rock ‘N’ Roll Lies" – 3:08
3. "Vice" – 3:14
4. "Up All Night" – 4:03
5. "Which Way Is Out" – 3:18
6. "Rip It Up" – 2:25
7. "Don't Go Back to Dalston" – 2:59
8. "Golden Touch" – 3:25
9. "Stumble and Fall" – 3:02
10. "Get It and Go" – 3:22
  - Staat niet op de Amerikaanse versie.
11. "In the City" – 4:50
12. "To the Sea" – 5:31
13. "Fall, Fall, Fall" – 2:42
14. "Somewhere Else"– 3:16
  - Bonus track op de heruitgave uit 2005.